# Vebron
Vebron è un comune francese di 212 abitanti situato nel dipartimento della Lozère nella regione dell'Occitania.
Il territorio comunale è bagnato dalle acque del fiume Tarnon.

## Società

### Evoluzione demografica
Abitanti censiti